# Hartmeyeria bouilloni
Hartmeyeria bouilloni is een zakpijpensoort uit de familie van de Pyuridae. De wetenschappelijke naam van de soort is voor het eerst geldig gepubliceerd in 1976 door het echtpaar Claude en Françoise Monniot.